# Musik i 2014
Musik i 2014 er en oversigt over udgivelser, begivenheder, fødte og afdøde personer med tilknytning til musik i 2014.

## Begivenheder
- 8. marts - Basim vinder Dansk Melodi Grand Prix med sangen "Cliche Love Song".
- 10. maj - Finalen i Eurovision Song Contest afvikles i København, Danmark, og Conchita Wurst vinder konkurrencen for Østrig med "Rise Like a Phoenix".
- 29. juni – 6. juli - Roskilde Festival afholdes med blandt andre The Rolling Stones, Arctic Monkeys, OutKast, Stevie Wonder og Major Lazer på programmet.[1]
- 6. - 10. august - Smukfest afholdes med blandt andre 50 Cent, Pet Shop Boys, Skrillex og Deadmau5 på programmet.[2]

## Dødsfald
| Måned     | Dag | Navn                      | Nationalitet | Beskæftigelse                  | Fødselsår |
| --------- | --- | ------------------------- | ------------ | ------------------------------ | --------- |
| Januar    | 20. | Claudio Abbado            | Italien      | dirigent                       | 1933      |
| Januar    | 25. | Arthur Doyle              | USA          | sanger                         | 1944      |
| Januar    | 27. | Pete Seeger               | USA          | folkesanger                    | 1919      |
| Januar    | 28. | Dwight Gustafson          | USA          | komponist                      | 1930      |
| Februar   | 2.  | Gerd Albrecht             | Tyskland     | dirigent                       | 1935      |
| Februar   | 11. | Alice Babs                | Sverige      | sanger og skuespiller          | 1924      |
| Februar   | 17. | Bob Casale                | USA          | guitarist                      | 1952      |
| Februar   | 23. | Alice Sommer Herz         | Tjekkiet     | pianist                        | 1903      |
| Februar   | 25. | Paco de Lucia             | Spanien      | flamencoguitarist              | 1947      |
| Marts     | 15. | Scott Asheton             | USA          | trommeslager i The Stooges     | 1949      |
| April     | 1.  | Anker Buch                | Danmark      | violinist                      | 1940      |
| April     | 12. | Brita Koivunen            | Finland      | schlagersanger                 | 1931      |
| Juni      | 11. | Rafael Frühbeck de Burgos | Spanien      | dirigent                       | 1933      |
| Juli      | 11. | Charlie Haden             | USA          | kontrabassist                  | 1937      |
| Juli      | 16. | Johnny Winter             | USA          | bluesguitarist                 | 1944      |
| August    | 2.  | Hans-Henrik Ley           | Danmark      | jazzmusiker og tv-vært         | 1923      |
| September | 8.  | Magda Olivero             | Italien      | operasanger                    | 1910      |
| September | 17. | Marianne Clausen          | Danmark      | musikhistoriker                | 1947      |
| Oktober   | 25. | Jack Bruce                | Skotland     | musiker og sangskriver (Cream) | 1943      |
| November  | 11. | Big Bank Hank             | USA          | rapper                         | 1956      |
| November  | 17. | Jimmy Ruffin              | USA          | soulsanger                     | 1936      |
| November  | 28. | Niels Foss                | Danmark      | jazzbassist og kapelmester     | 1916      |
| December  | 2.  | Bobby Keys                | USA          | saxofonist                     | 1943      |
| December  | 3.  | Ian McLagan               | England      | keyboardspiller                | 1945      |
| December  | 7.  | Mango                     | Italien      | sanger                         | 1954      |
| December  | 19. | Max Leth                  | Danmark      | musiker og kapelmester         | 1921      |
| December  | 21. | Udo Jürgens               | Østrig       | sanger og komponist            | 1934      |
| December  | 22. | Joe Cocker                | England      | rocksanger                     | 1944      |

## Album udgivet i året
Musikalbum fra 2014
| Kunstner          | Album                    | Kommentar                                                    |
| ----------------- | ------------------------ | ------------------------------------------------------------ |
| Beck              | Morning Phase            | Grammy for årets bedste album 2015                           |
| Christopher       | Told You So              | Årets danske popudgivelse ved Danish Music Awards (DMA) 2014 |
| L.O.C.            | Sakrilegium              |                                                              |
| The Minds of 99   | The Minds of 99          | Gruppens debutalbum                                          |
| MØ                | No Mythologies to Follow | Hendes debutalbum, årets danske album ved DMA 2014           |
| Sanne Salomonsen  | Hjem 2014                |                                                              |
| Ed Sheeran        | x                        |                                                              |
| Suspekt           | V                        |                                                              |
| Taylor Swift      | 1989                     | Top Album ved Billboard-awards 2015                          |
| U2                | Songs of Innocence       |                                                              |
| Pharrell Williams | Girl                     | Årets internationale udgivelse ved DMA 2014                  |